# Ципріан Годебський (скульптор)
Ципріан Годебський (пол. Cyprian Godebski; 30 жовтня 1835, Мері-сюр-Шер — 25 листопада 1909, Париж) — польський скульптор.

## Біографія
Народився в родині польського емігранта, історика Франциска Ксаверія Годебського, мати — Людвіка Дезидерія з Римінських. Був внуком полковника Легіонів польських Франциска Ксаверія Годебського. Закінчив польську школу в Батіньолі поблизу Парижа. Від 1853 протягом 5 років навчався в майстерні Франсуа Жуффруа. Як практикант брав участь у реставрації скульптур Лувру (виконував рисунки та каменярські роботи). Викладав рисунок у міських школах, зокрема у батіньольській. 1857 року дебютував у Паризькому салоні.
1858 року прибув до Львова, де його батько обійняв посаду кустоша львівського Оссолінеуму. Ципріан Годебський здобув протекцію в намісника Агенора Голуховського. Завдяки йому отримав державне замовлення на оздоблення монументального Дому військових інвалідів. Там же поблизу Дому інвалідів влаштував свою майстерню. Для узгодження деталей скульптурної декорації виїздив до Відня, після чого запросив з Парижа кількох каменярів для допомоги, серед них зокрема Абеля Марію Пер'є. У Львові також працював портретистом.
За симпатії до Січневого повстання потрапив до львівської в'язниці, де перебував протягом березня-травня 1863. Після звільнення виїхав до Відня. Звідти до Парижа, де у 1864 та 1866 роках взяв участь у Салоні. Потім проживав у Брюсселі, де декорував дім віолончеліста Франсуа Серве. Там же одружився (ймовірно 1866) із Софією Серве. Згодом переїхав до містечка Галле. 1872 року перебував у Варшаві у зв'язку із встановленням пам'ятника Шопену (безрезультатно). Того ж року отримав пропозицію очолити кафедру скульптури Веймарської академії мистецтв, однак пропозицію не прийняв, натомість перебрався до Санкт-Петерурга, де став членом і професором академії мистецтв. Був також членом академій в Вольтерра і Урбіно. У Петербурзі померла перша дружина. Одружився вдруге зі скульпторкою Матильдою Розен. 1874 року побував у Лондоні.
1875 переїхав до Варшави. Того ж року організував у магістраті Варшави персональну виставку 16 скульптур. Входив до комітету, який займався організацією ретроспективного відділу Галицької крайової виставки у Львові 1894 року. Приїздив до Львова у 1888, 1894, 1900, 1901, 1905 роках, де виконував різноманітні замовлення. 1899 року став офіцером Почесного легіону. Почесний громадянин Каррари, де збудував притулок для працівників, які працювали на кам'яних кар'єрах. Там же спільно з бароном Нойверкерке розробляв власний кар'єр. Помер у Парижі. Син Годебського (ймовірно від першого шлюбу) був скрипалем і композитором.

## Роботи
- Погруддя Тадеуша Чацького і Станіслава Конарського на фасаді польської школи в Батіньолі.
- Скульптурне оздоблення Дому військових інвалідів на вулиці Клепарівській у Львові протягом 1858—1860 років (арх. Феофіл ван Гансен). Серед робіт — фігури над входом, що символізують Австрію та Галичину, рельєфи що зображують Марса та Венеру, статуї австрійських фельдмаршалів у вестибюлі (останні не збережені). Для каплиці цього закладу виконав 12 апостолів та євангелістів, чотири алегоричні статуї при вході та скульптурну групу «Розп'яття» (усі не збережені). Загалом в оздобленні Дому військових інвалідів відчувається вплив французького скульптора Давида д'Анже.
- Велика барельєфна композиція в камені «Віра», «Надія», «Любов» для костелу в Трускавці (1859—1860).
- Неоготичний надгробок Гонорати Боженцької (1859—1860) на Личаківському цвинтарі, поле № 53, вирізьблений з пісковика ймовірно з допомогою Абеля Марії Пер'є. Не збереглись фігури геніїв смерті та алегорії Віри та Надії.
- Надгробок Валерія Лозинського (пом. 1861) на Личаківському цвинтарі, поле № 43, вирізьблений скульптором Пер'є за проектом Годебського.
- Надгробок у формі зламаної колони на Стрийському цвинтарі у Львові (втрачений).
- Надгробок банкіра Кароля Гауснера на цвинтарі в Бродах (1860). Зберігся в ушкодженому вигляді.
- Пам'ятник австрійським солдатам, що загинули у битвах під Маджентою і Сольферіно, встановлений в парку Ольшина у Стрию (1860). Приблизно у 1919—1920 роках знищено.
- Гіпсова модель надгробка Яна Зигмунта Скшинецького, виготовлена для конкурсу на пам'ятник, що мав бути встановлений у домініканському костелі Святої Трійці у Кракові (1861).
- Пластичне оздоблення будинку віолончеліста Франсуа Серве в Бельгії (бл. 1866).
- Пам'ятник Франсуа Серве у місті Галле (1868).
- Пам'ятник Станіславу Монюшкові у костелі Усіх Святих у Варшаві (1873, втрачений).
- Статуї генералів для віденського арсеналу.
- Ряд надгробків на паризьких цвинтарях: Теофіля Готьє на цвинтарі Монмартр (1874), генерала Бертранда на цвинтарі Пер-Лашез (1875—1876), Людвіка Мєрославського на цвинтарі Монпарнас (помер 1878).
- Скульптури театру і казино в Монте-Карло.
- Надгробок на могилі композитора Гектора Берліоза.
- Гіпсова скульптурна група «Мрії про славу» (1893, втрачена). Експонована на Крайовій виставці 1894 року у Львові, де нагороджена золотою медаллю виставки.
- Ймовірно, карбована у Франції медаль, присвячена Крайовій виставці у Львові, створена спільно з паризьким медальєром Генрі Ноком (1894).[6]
- Статуї «Справедливість», «Правда» для ратуші в Брюсселі. Погруддя музикантів для консерваторії там же.
- Скульптурний декор дому віолончеліста Франсуа Серве.
- Погруддя Яна Матейка і пам'ятник Миколаєві Копернику в Ягеллонському університеті (1899).
- Погруддя Александра Фредри перед театром ім. Словацького у Кракові (1901).
- Пам'ятник Агенору Голуховському у Львові (бронза, камінь 1900—1901, втрачений 1948).
- Пам'ятник Адаму Міцкевичу у Варшаві (1897—1898).
- Пам'ятник Хосе де Сан-Мартіну в Лімі. Конкурсний проект, виконаний у Парижі.
- Пам'ятник у Севастополі, присвячений Кримській війні.
- Перебуваючи у 1858—1862 роках у Львові виконав погруддя Агенора Голуховського, Юзефа Оссолінського, Юзефа Дідушицького, Вінсента Поля, Юзефа Крашевського, Корнеля Уєйського, невеликі гіпсові погруддя Вінсента Поля, Кароля Мікулі і Яна Новаковського. Значно пізніше, там же у Львові створив мармурове погруддя цісаря Франца Йосифа I для зали Галицького сейму (1901). На замовлення М. Володковича зробив бронзове погруддя Тараса Шевченка (1905), однак задум встановити його на площі Галицькій не було реалізовано (зберігається в Національному музеї). Під час перебування в Росії виконав погруддя членів родини російського імператора Олександра II та російських політиків, музикантів П. Горчакова, Йоганна Себастьяна Баха, Людвіга ван Бетховена.
- Годебський виконав ряд портретних медальйонів. Серед них зокрема мармуровий із портретом Юліана Урсина Нємцевича, виконаний за рисунком Антонія Олещинського (1857); гіпсовий медальйон «La Bonne Valerie» однієї з львівських аристократок (1859); гіпсовий медальйон невідомої жінки (1861); мармуровий портрет композитора Кароля Мікулі (1861), встановлений в інтер'єрі вірменського собору у Львові 1900 року.

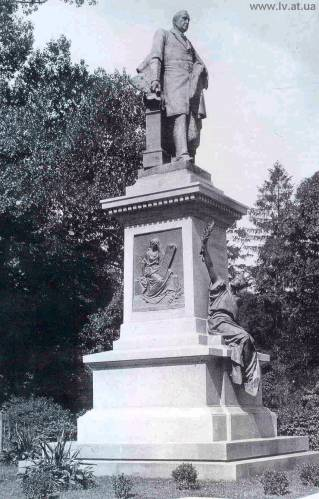
Пам'ятник Агенору Голуховському у Львові.
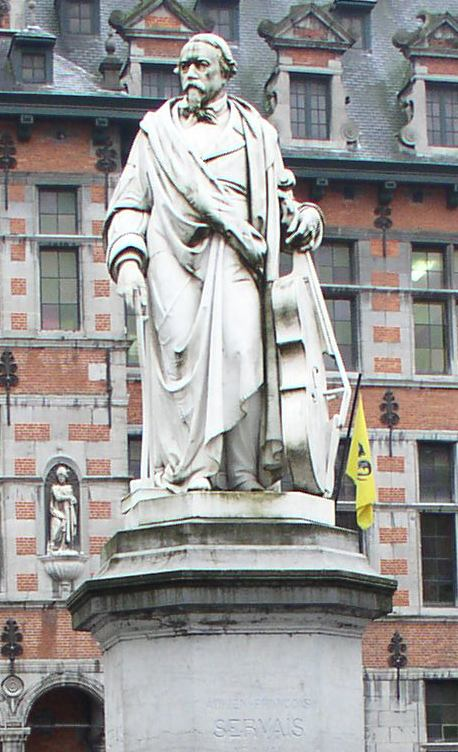
Пам'ятник Франсуа Серве в місті Галле.
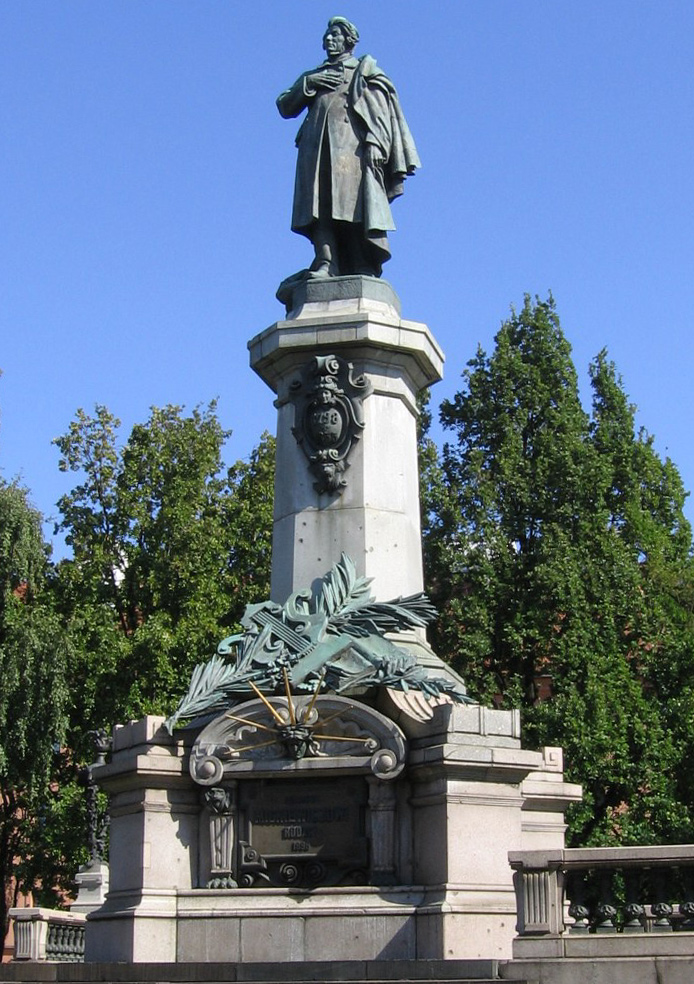
Пам'ятник Адаму Міцкевичу у Варшаві.
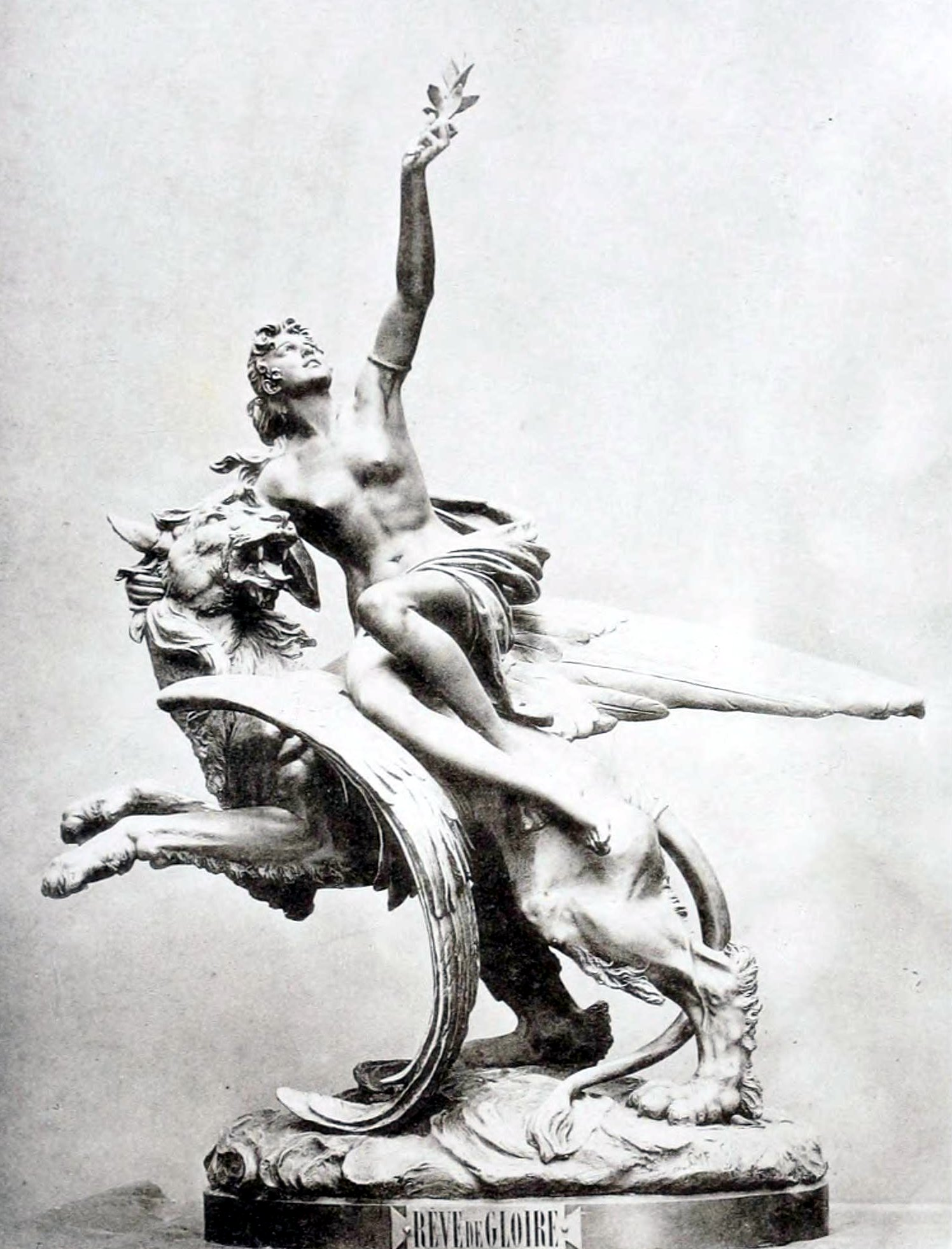
«Мрії про славу», 1893.